# Velká libyjská arabská lidová socialistická džamáhíríje
Velká libyjská arabská lidová socialistická džamáhíríje (arabsky Al-Džamáhíríja al-arabíja al-líbíja aš-ša´abíja al-ištirákíja al-´uzmá) byl stát v severní Africe, který existoval v letech 1977 až 2011.

## Historie

### Nastolení režimu

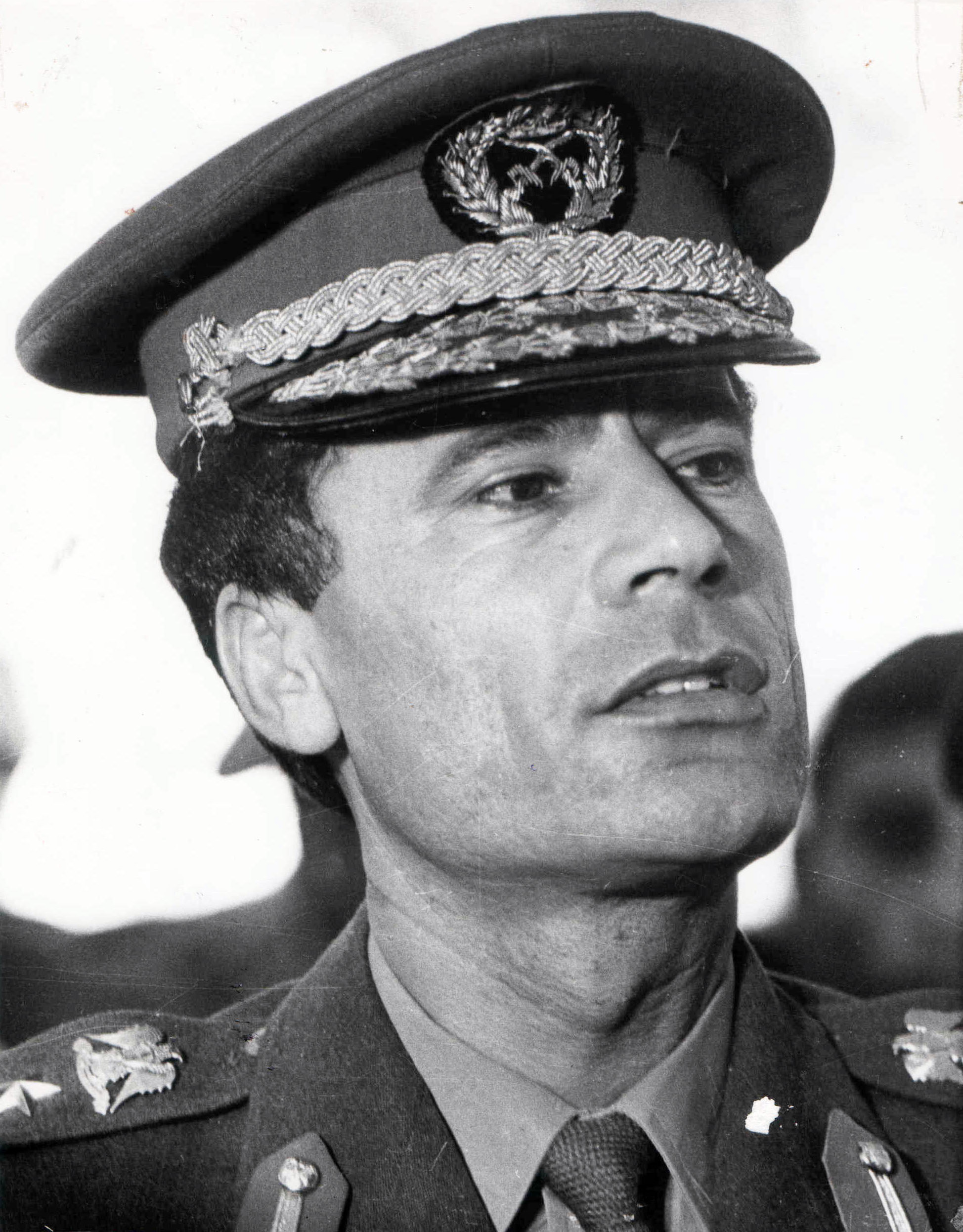
Kaddáfí roku 1970

V září 1969 uskutečnila skupina mladých důstojníků libyjské armády v čele s plukovníkem Muammarem Kaddáfím vojenský převrat, jímž svrhla královskou vládu. Byl vytvořen radikální stát islámského socialismu, bez politických stran. Velká libyjská arabská lidová socialistická džamahírije představovala přímou demokracii, kde obyvatelé rozhodovali o dění v zemi prostřednictvím Lidových kongresů a Lidových výborů.[zdroj⁠?!] Země fungovala na bázi Zelené knihy Muammara Kaddáfího, ve které označil svou Třetí světovou teorii (vládu mas prostřednictvím Lidových kongresů a Lidových výborů) za jediné možné demokratické zřízení. Parlamentní a prezidentskou demokracii naopak popsal jako tvrdou diktaturu. Podle jeho názoru je lid v demokracii nezastupitelný a parlamentní demokracie představuje pouze vládu politických stran.

### Zahraniční vztahy pod Kaddáfím

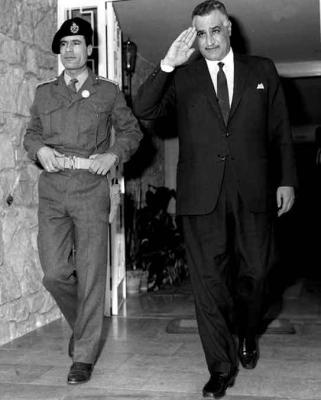
Kaddáfí a egyptský prezident Gamál Násir v roce 1969

V červnu 1972 Kaddáfí oznámil, že kterýkoliv Arab, který si přeje se dobrovolně přidat k palestinským ozbrojeným skupinám, „může zaregistrovat své jméno na kterémkoliv libyjském velvyslanectví, které mu zajistí potřebný bojový výcvik“. Rovněž přislíbil finanční pomoc pro útoky. Dále založil Islámskou legii (1972–1987) – žoldnéřskou paravojenskou skupinu, mající napomoci vytvořit z oblasti Sahelu jeden velký islámský stát.
Libye hrála klíčovou roli při podpoře ropného embarga v roce 1973 jako politické zbraně v naději, že cena ropy vzroste tak, že přinutí Západ zastavit podporu Izraele.
Opakovaně byly zasílány zbraně různým teroristickým a národně-osvobozeneckým skupinám v Evropě zbraně („bomby působící křeče a lámající ducha Británie jsou bombami libyjského lidu“). Např. v roce 1973 zachytilo irské námořnictvo loď Claudia dopravující sovětské zbraně z Libye do Severního Irska pro Prozatímní irskou republikánskou armádu (PIRA); o 14 let později francouzské úřady zastavily loď MV Eksund, která dovážela přes 120 tun libyjských zbraní teroristickým skupinám, zejména IRA a PIRA.
Kaddáfí byl těsným stoupencem ugandského diktátora Idiho Amina. Libyjské jednotky byly poslány do Aminovy války proti Tanzanii, kde padlo na 600 libyjských vojáků. Kaddáfí pomáhal také středoafrickému diktátorovi Jean-Bédel Bokassovi. Podporoval i etiopského levicového diktátora Haile Mariama Mengistua; dále cvičil a podporoval Charlese Taylora, prezidenta Libérie, obviněného za válečné zločiny a zločiny proti lidskosti v Sierra Leone. Libye měla rovněž úzké kontakty s režimem Slobodana Miloševiće.

Kaddáfího Libye mívala vyšší HDP na hlavu než EU a v některých obdobích dokonce vyšší než USA.

V dubnu 1984 protestovali libyjští uprchlíci v Londýně proti popravě dvou disidentů. Libyjští diplomaté při tom zastřelili 11 lidí a britskou policistku. Incident k vedl k ukončení diplomatických vztahů mezi Spojeným královstvím a Libyí na více než 10 let. O dva měsíce později prohlásil Kaddáfí, že očekává od svých agentů likvidaci uprchlých disidentů i během jejich pouti do Mekky v srpnu 1984. Libyjské spiknutí bylo skutečně v Saúdské Arábii odhaleno a zneškodněno saúdskoarabskou policií. Po prosincových bombových útocích na letiště v Římě a Vídni v roce 1985, při kterých bylo 19 lidí zabito a kolem 140 zraněno prohlásil Kaddáfí, že bude pokračovat v podpoře RAF, Rudých brigád a IRA tak dlouho, pokud západoevropské země budou podporovat protikaddáfíovsky orientované Libyjce. V roce 1986 oznámila libyjská státní televize, že Libye cvičí sebevražedné jednotky k útokům proti evropským a americkým zájmům.
Libyjští agenti 5. dubna 1986 provedli bombový útok na diskotéku La Belle v západním Berlíně, při kterém byli 3 lidé zabiti a 229 zraněno. Po sjednocení Německa a otevření archivů Stasi vyšlo najevo, že tato teroristická akce byla nařízena z Tripolisu, provedena za spoluúčasti Stasi a souhlasu sovětských poradců v NDR. 14. dubna 1986 USA provedly odvetnou operaci El Dorado Canyon. Protivzdušná obrana, 3 vojenské základny a 2 vojenská letiště v Tripolisu a Benghází byly bombardovány. Zabít Kaddáfího se sice nepodařilo, ale o život přišlo několik desítek armádních důstojníků. Kaddáfí oznámil, že dosáhl unikátního vojenského vítězství nad USA a přejmenoval Libyi na Velkou libyjskou arabskou lidovou socialistickou džamáhíríji.

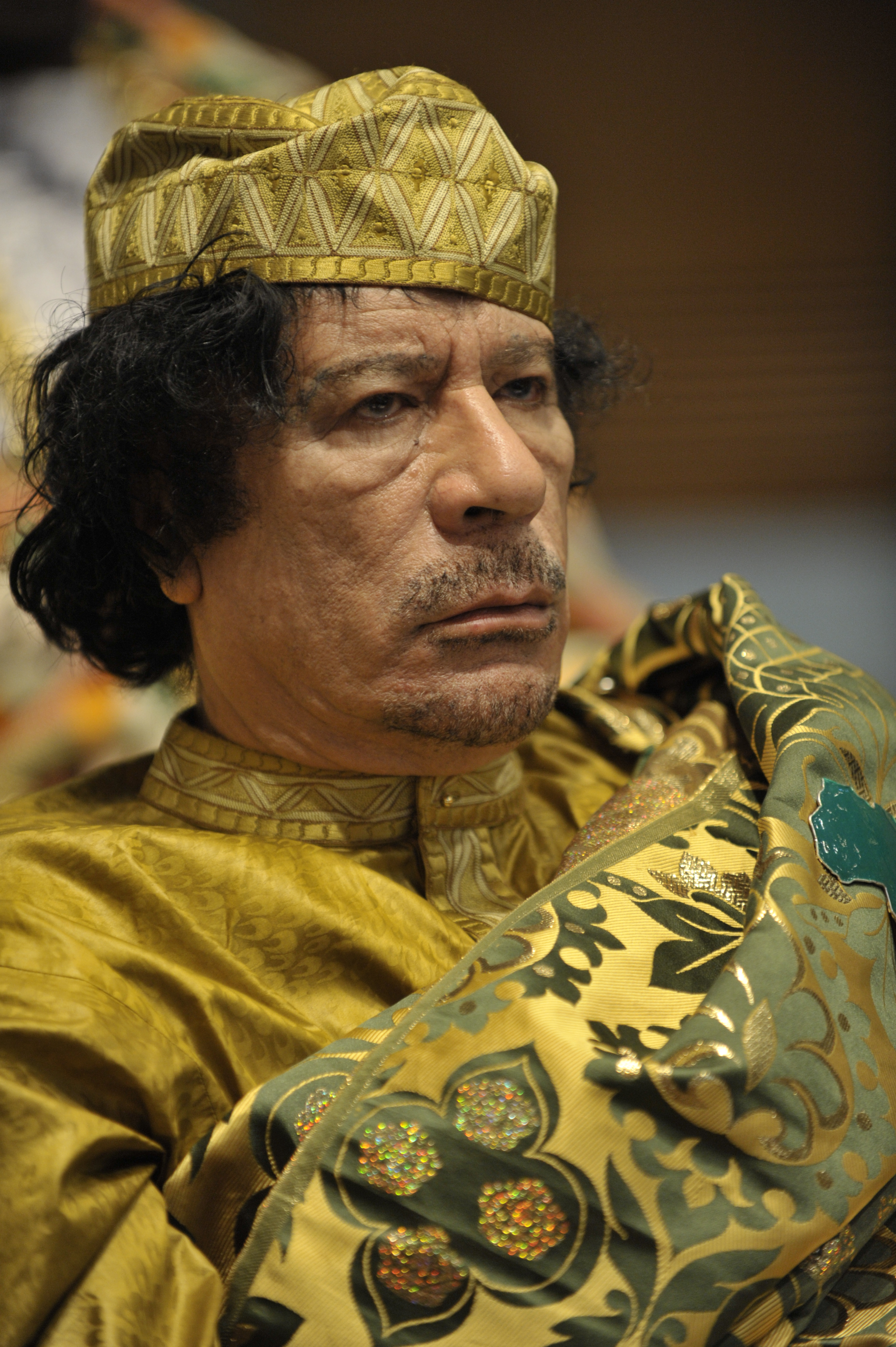
Kaddáfí na summitu Africké unie 2009

Kaddáfí stimuloval několik islámských a komunistických teroristických skupin až na Filipínách; také dotoval paravojenské skupiny v Oceánii. Pokusil se radikalizovat i novozélandské Maory. V Austrálii podplácel obchodní svazy a některé politiky. V květnu 1987 pak Austrálie vypověděla diplomaty ze země a kvůli aktivitám v Oceánii přerušila s Libyí styky.
V roce 1991 dva libyjští tajní agenti byli státními zastupitelstvími USA a Spojeného království obviněni z účasti na explozi dopravního letadla letu Pan Am 103. Šest dalších Libyjců bylo souzeno v nepřítomnosti za bombový útok letu UTA 772 nad Čadem a Nigerem. Rada bezpečnosti OSN požadovala, aby Libye spolupracovala s vyšetřovateli letů UTA 772 a Pan Am 103, zaplatila odškodné rodinám obětí a zastavila veškerou podporu terorismu. Odmítnutí Libye vedlo k vydání rezoluce rady bezpečnosti OSN 748 dne 31. března 1992 o uvalení mezinárodních sankcí vůči Libyi. Opětné odmítnutí Libyí pak vedlo k uvalení dalších sankcí v listopadu 1993.
V roce 1999, méně než 10 let poté, co na ni byly uvaleny sankce, Libye začala svoji politiku vůči Západu dramaticky měnit. Po pádu režimu Saddáma Husajna v roce 2003, se Kaddáfí rozhodl zastavit projekt zbraní hromadného ničení a zaplatil téměř 3 miliardy eur na odškodnění rodin obětí letů Pan Am 103 a UTA 772. Tento čin mnohé západní země přivítaly a pohlížely na něj jako na významný krok k návratu Libye do mezinárodních společenstev. Od roku 2003 se země pokoušela normalizovat vztahy s EU a USA. V roce 2004 prezident George W. Bush hospodářské sankce vůči Libyi ukončil a současně s ní navázal mezinárodní styky. V lednu 2004 se konala první oficiální návštěva Libye, a to delegací amerického Kongresu.

### Občanská válka

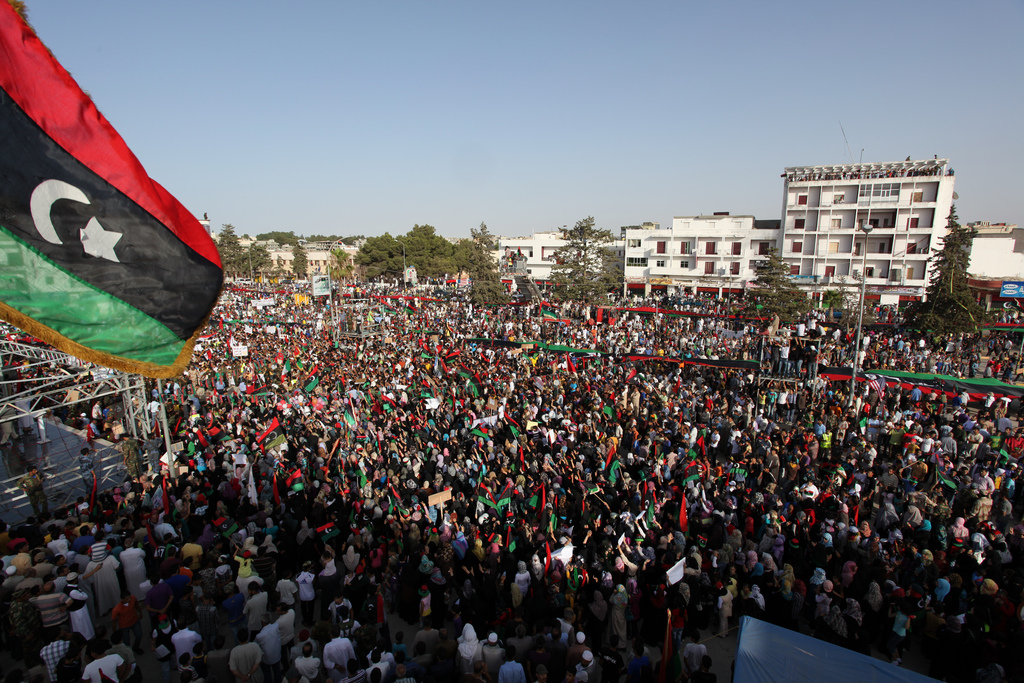
Demonstrace ve městě Bajdá v červenci 2011

Během vlny úspěšných revolucí v Tunisku a Egyptě v roce 2011 byly svrženy staré autoritativní režimy. V únoru 2011 propuklo v Libyi také povstání namířené proti režimu Muammara Kaddáfího. Protesty nejprve zachvátily města v Kyrenaice zejména v druhém největším libyjském městě Benghází, načež zde došlo ke střetům protestujících s vojskem a k pouličním bitvám. Později se nepokoje přenesly i do hlavního města Tripolisu. 21. února 2011 začala armáda letecky bombardovat protestující.
Dne 19. března 2011 vstoupila francouzská bojová letadla do vzdušného prostoru Libye. O několik hodin později se připojila letadla nebo technika ozbrojených sil Velké Británie, Španělska, Itálie, Belgie, Spojených států amerických, Kanady i některých arabských zemí. Tyto státy podpořily povstalce, (radikální islamisty včetně džihádistů z al-Kaidy) a vynutily dodržování rezoluce číslo 1973 Rady bezpečnosti OSN o bezletové zóně nad Libyí. Průběh intervence kritizovalo mnoho zemí světa z nichž nejhlasitější bylo Rusko. Z českých politiků kritizoval tuto intervenci např. Václav Klaus. 

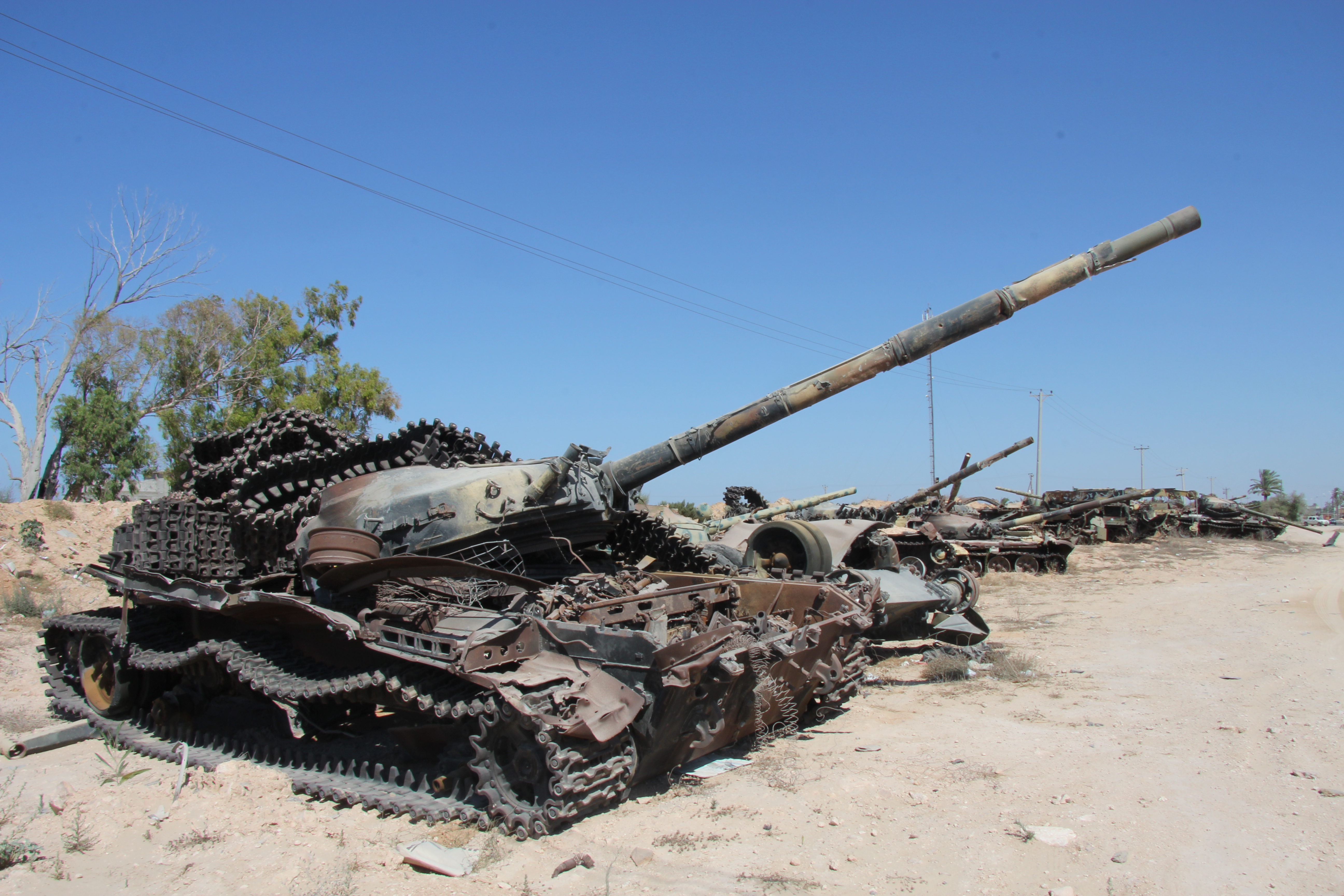
Zničené tanky na okraji Misuráty

Intervence výrazně změnila strategickou situaci na bojišti. Kaddáfího síly přišly částečně o výhody spojené s používáním těžké bojové techniky, a to nejen letadel (kterými prakticky nedisponovaly) ale také tanků, dělostřelectva a podpůrných jednotek, které byly vystaveny útokům letadel NATO a po jejich zničení naopak bojovali touto těžkou technikou vyzbrojení "povstalci" proti lehce vyzbrojeným vojákům Džamahírie. To povstalcům umožnilo přeskupit své síly. Podařilo se jim též navázat první diplomatické styky a s pomocí Francie vyzbrojit své jednotky. Kaddáfí se naproti tomu ocitl v mezinárodní izolaci. Byl na něj vydán mezinárodní zatykač a jeho zahraniční konta byla zmrazena. V červenci 2011 se objevily zprávy o koordinované ofenzivě povstalců. Během srpna 2011 se povstalcům za pomoci intenzivního, šestiměsíčního bombardování sil NATO, podařilo dobýt téměř celé území Libye a 23. srpna 2011 dobyli Kaddáfího sídlo Báb al-Azízíju, aniž se jim však podařilo nalézt samotného Kaddáfího. Libyjská Dočasná národní přechodná rada již oznámila, že přesídlí do Tripolisu. Na začátku října došlo k potyčkám mezi povstaleckými brigádami, přičemž 20. října byl Kaddáfí povstalci dopaden, lynčován a následně zastřelen.

### Libye po Kaddáfím

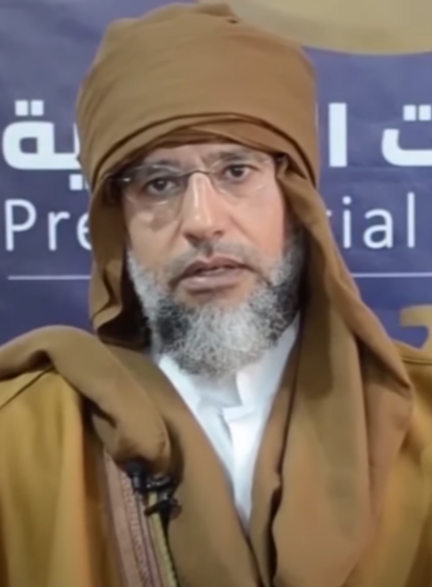
Sajf al-Islám Kaddáfí, Kaddáfího syn a kandidát na prezidenta Libye

7. července 2012 se v Libyi konaly volby do přechodného parlamentu. Celkově čítá 200 poslanců, z nichž 80 je voleno proporčně dle stranických kandidátních listin, zbylých 120 je nezávislých kandidátů volených systémem relativní většiny. Ze západu země pochází 100 poslanců, z východu 60 a jihu 40. Regionální rozložení mandátů vedlo k protestům na východě země. Některým místním obyvatelům totiž připadá počet jejich poslanců jako nedostatečný. Kvůli sporům o počtu delegátů z jednotlivých částí Libye v kongresu zároveň Národní přechodová rada těsně před volbami rozhodla, že samotnou ústavu vytvoří nezávislý, přímo volený orgán s rovným zastoupením účastníků ze tří regionů Libye, tj. Kyrenaiky, Fezzánu a Tripolska. Pozorovatelé EU a OSN označili průběh voleb za úspěšný. Libye se ve skutečnosti ještě dva roky po intervenci zmítá v chaosu. V ulicích mezi sebou bojují nejrůznější milice a životní úroveň obyvatelstva se propadla. 